# Grand Prix Nového Zélandu 1962
Grand Prix Nového Zélandu
9. New Zealand International Grand Prix
- 6. leden 1962
- Okruh Ardmore Airport
- 50 kol x 3,781 km = 189,058 km

## Výsledky
| Pozice | Jezdec          | Vůz                      | Čas         |
| ------ | --------------- | ------------------------ | ----------- |
| 1      | Stirling Moss   | Lotus 21                 | 1:23:14,3   |
| 2      | John Surtees    | Cooper T53               | 1:24:53,7   |
| 3      | Bruce McLaren   | Cooper T53               | á 2 kola    |
| 4      | Roy Salvadori   | Cooper T53               | á 3 kola    |
| 5      | Lorenzo Bandini | Cooper T53               | á 5 kol     |
| 6      | Pat Hoare       | Ferrari 256              | á 5 kol     |
| 7      | Angus Hyslop    | Cooper T53               | á 5 kol     |
| 8      | Lex Davison     | Cooper T53               | á 6 kol     |
| 9      | Johnny Mansel   | Cooper T51               | á 6 kol     |
| 10     | Bib Stillwell   | Aston Martin DBR4-300    | á 6 kol     |
| 11     | Chris Amon      | Maserati 250F            | á 7 kol     |
| 12     | Ross Greenville | Lotus 18                 | á 8 kol     |
| 13     | David McKay     | Cooper T51               | á 8 kol     |
| 14     | Bill Thomasen   | Cooper T51               | á 9 kol     |
| 15     | Jim Palmer      | Lotus 20                 | á 9 kol     |
| 16     | Forrest Cardon  | Lycoming Special         | á 11 kol    |
|        | Odstoupili      |                          |             |
| 32     | Jack Brabham    | Cooper T55               | Řadicí páka |
| 15     | Arnold Glass    | BRM P48                  | -           |
| 7      | Ron Flockhart   | Lotus 18                 | Motor       |
| 6      | John Histed     | Lola Mk2                 | Brzdy       |
| 1      | Tony Shelly     | Cooper T45               | Suspensor   |
|        | Nestartovali    |                          |             |
| *      | Rex Flowers     | Gemini Mk Illa FJ        | *           |
| *      | Len Gilbert     | Cooper Bristol Mk II     | *           |
| *      | Bob Smith       | Ferrari Super Squalo 555 | *           |
| *      | Hec Green       | RA                       | *           |
| *      | Lou Stonnell    | Lynx FJ                  | *           |
| *      | Rod Copins      | Tec Mec 1                | *           |
| *      | Scott Wiseman   | Lotus 20                 | *           |
| *      | Peter Elford    | Cooper Bristol Mk I      | *           |
| *      | David Evans     | Cooper T43               | *           |
| *      | Roly Levis      | Cooper T52               | *           |
| *      | Barry Thomas    | Lynx FJ                  | *           |

### Nejrychlejší kolo
- Stirling Moss Lotus 1:32,8

### Zajímavosti
| Pole position | Vítězství     | Nej. kolo     |
| -             |               |               |
| -             | Stirling Moss | Stirling Moss |
| -             | Lotus 21      | Lotus 21      |
| -             | 1:23:14,3     | 1'32.8        |
| ------------- | ------------- | ------------- |